# قرار مجلس الأمن التابع للأمم المتحدة رقم 2712
اُعتمد قرار مجلس الأمن التابع للأمم المتحدة رقم 2712 في 15 نوفمبر 2023. وبموجب القرار، صوت مجلس الأمن على قرار قدمته مالطا (بصفتها رئيسة مجموعة المجلس للأطفال والصراعات المسلحة)  يدعو إلى هدن إنسانية وممرات في غزة. امتنعت روسيا والمملكة المتحدة والولايات المتحدة عن التصويت.
كانت هذه هي المرة الخامسة في مجلس الامن الدولي، لاعتماد مشروع قرار حول التصعيد في غزة وإسرائيل منذ 7 أكتوبر. ولم يتمكن المجلس في المرات السابقة من اعتماد أي من مشاريع القرارات التي طرحت عليه إما لاستخدام الفيتو أو عدم الحصول على العدد الكافي من الأصوات

## مضمون القرار
يدعو القرار إلى الإفراج الفوري وغير المشروط عن جميع الرهائن الذين تحتجزهم حركة حماس وغيرها من الجماعات، ولا سيما الأطفال، فضلا عن ضمان الوصول الفوري للمساعدات الإنسانية. ويهيب بجميع الأطراف الامتناع عن حرمان السكان المدنيين في غزة من الخدمات الأساسية والمساعدة الإنسانية اللازمة لبقائهم على قيد الحياة بما يتفق مع القانون الدولي الإنساني. ويرحب بالعملية الأولية لتوفير الإمدادات الإنسانية للمدنيين في قطاع غزة وإن كانت محدودة، ويدعو إلى توفير هذه الإمدادات لتلبية الاحتياجات للسكان المدنيين وخاصة الأطفال. ويطالب القرار جميع الأطراف بالامتثال لالتزاماتها بموجب القانون الدولي.
ويشدد على أهمية آليات التنسيق والإخطار الإنساني وتفادي التضارب، لحماية جميع العاملين الطبيين والإنسانيين والمركبات والمواقع الإنسانية والبنية التحتية الحيوية، بما فيها مرافق الأمم المتحدة، والمساعدة في تسهيل تنقل قوافل المساعدة والمرضى وخاصة الأطفال المرضى والجرحى ومقدمي الرعاية لهم. ويطلب من الأمين العام أن يحدد خيارات رصد تنفيذ القرار بفعالية باعتبار ذلك مسألة أولوية، وأن يقدم تقريرا شفويا إلى مجلس الأمن عن تنفيذ القرار في اجتماع مقبل.

## التصويت
| مؤيد (12) | ممتنع (3)                                    | معارض (0) |
| --- | -------------------------------------------- | --------- |
| - ألبانيا - البرازيل - الصين - الإكوادور - فرنسا - الغابون - غانا - اليابان - مالطا - موزمبيق - سويسرا - الإمارات العربية المتحدة | - روسيا - المملكة المتحدة - الولايات المتحدة |           |

## روابط خارجية
- نص القرار عبر موقع الامم المتحدة باللغات المعتمدة undocs.org